# Барон Колитон
Барон Колитон из Фаруэя в графстве Девоншир и Тонтона в графстве Сомерсет — наследственный титул в системе Пэрства Соединённого королевства. Он был создан 19 января 1956 года для британского дипломата и консервативного политика Генри Хопкинсона (1902—1996). Он заседал в Палате общин от Тонтона (1950—1956), занимал должности министра внешней торговли (1951—1952) и государственного министра колоний (1952—1955). Он проживал в Нетертон-холле в Фаруэе в графстве Девоншир. 
По состоянию на 2024 год носителем титула являлся его внук, Алисдаир Джон Манро Хопкинсон, 2-й барон Колитон (род. 1958), который в 1996 году сменил своего деда.

## Бароны Колитон (1956)
- 1956—1996: Генри Леннокс д’Обинье Хопкинсон, 1-й барон Колитон (3 января 1902 — 6 января 1996), старший сын сэра Генри Леннокса Гопкинсона (1855—1936)[1];
  - Достопочтенный Николас Генри Эно Хопкинсон (18 января 1932—1991), старший сын предыдущего[2];
- 1996 — настоящее время: Алисдаир Джон Манро Хопкинсон, 2-й барон Колитон (род. 7 мая 1958), старший сын предыдущего[3];
  - Наследник титула: Достопочтенный Джеймс Патрик Манро Хопкинсон (род. 8 мая 1983), старший сын предыдущего[4].